# Governació de Kadhima
La governació de Kadhima fou el nom donat a una divisió administrativa iraquiana que va existir entre el 8 d'agost de 1990 i el 26 de febrer de 1991. Estava format per l'emirat de Kuwait que fou envaït pels iraquians el 2 d'agost de 1990 i establert com a república durant sis dies fins que es va declarar l'annexió a l'Iraq. Després de la derrota iraquiana, la governació va quedar el 26 de febrer de 1991 sota control de les forces americanes i el govern independent de l'emirat va reprendre les funcions el 4 de març i l'emir va retornar el 14 de març de 1991.